# Relaciones Estados Unidos-Zimbabue
Las relaciones Estados Unidos-Zimbabue son las relaciones diplomáticas entre Estados Unidos y Zimbabue.

## Historia de las relaciones

### Relaciones de los Estados Unidos con Rhodesia
Después de la Declaración de Independencia Unilateral de Rhodesia en noviembre de 1965, los Estados Unidos retiraron su Cónsul General de Salisbury (ahora Harare), cerró el US Servicio de información (USIS), y retiró su Agencia de los Estados Unidos para el Desarrollo Internacional (USAID) y funcionarios de promoción comercial. Después de 1965, el pequeño personal consular estadounidense restante continuó operando bajo la autoridad de exequatur emitido por Reina Isabel II. Tras la declaración de Rhodesia de una república, los Estados Unidos cerraron su Consulado General el 17 de marzo de 1970.
En 1971, a pesar de la oposición de la Administración, el Congreso de los Estados Unidos aprobó una legislación que permite a los Estados Unidos importar material estratégico, como cromo, de Rhodesia. La legislación, que entró en vigencia el 1 de enero de 1972, tuvo pocos beneficios económicos reales para la economía de Rhodesia, y Estados Unidos continuó apoyando el equilibrio del programa de sanciones. Después de que la legislación fue derogada en marzo de 1977, los Estados Unidos una vez más aplicaron todas las sanciones.
Los Estados Unidos apoyaron a las Naciones Unidas y al Reino Unido constantemente en sus esfuerzos por influir en las autoridades de Rhodesia para que acepten los principios del gobierno de la mayoría. A partir de 1976, Estados Unidos comenzó a tomar un papel más activo en la búsqueda de un acuerdo en cooperación con el Reino Unido. Las propuestas angloamericanas de fines de 1977, destinadas a poner fin a la disputa negociada, pusieron el peso de los Estados Unidos en la búsqueda de un arreglo pacífico y fueron una contraparte de los soviéticos: Cuba n uso de El poder militar para aumentar su influencia en el sur de África.

### Relaciones de Estados Unidos con Zimbabue
Los Estados Unidos apoyaron los esfuerzos británicos para lograr e implementar el acuerdo firmado en Lancaster House el 21 de diciembre de 1979, y extendieron el reconocimiento diplomático oficial al nuevo gobierno inmediatamente después de la independencia como la República de Zimbabue. Se estableció una Embajada residente en Salisbury el Día de la Independencia de Zimbabue, el 18 de abril de 1980. El primer Embajador de los Estados Unidos llegó y presentó sus credenciales en junio de 1980. El Presidente de los Estados Unidos Jimmy Carter se reunió con el  Primer Ministro de Zimbabue Robert Mugabe en agosto de 1980. El autor Geoff Hill criticó a Carter por "mantener la calma cuando el gobierno de Mugabe, ZANU, nacionalizó la prensa, cometió genocidio contra tribus minoritarias y subvirtió la constitución [de Zimbabwe] para convertirse en la única fuente de autoridad".
En la conferencia de Zimbabue sobre reconstrucción y desarrollo (ZIMCORD) en marzo de 1981, los Estados Unidos prometieron $ 225,000,000 durante un período de tres años hacia los objetivos del Gobierno de Zimbabue de reconstrucción, redistribución y desarrollo de la tierra después de la guerra y el desarrollo de mano de obra calificada. . A fines del año fiscal 1986, los Estados Unidos habían contribuido con $ 380,000,000, la mayoría en subvenciones, con algunos préstamos y garantías de préstamos.
Sin embargo, en julio de 1986, el gobierno de los Estados Unidos decidió interrumpir la futura ayuda bilateral a Zimbabue como resultado de un patrón continuo de declaraciones y acciones inciviles y no diplomáticas por parte del gobierno de Zimbabue en las Naciones Unidas y en otros lugares. Los programas de ayuda previamente acordados no fueron afectados por la decisión; tampoco hubo programas de desarrollo regional que pudieran beneficiar a Zimbabue. La programación completa fue restaurada en 1988.
La asistencia de USAID a Zimbabue desde 2002 se ha centrado en la planificación familiar, VIH/SIDA, los programas de democracia y gobernabilidad, la ayuda alimentaria de emergencia y la asistencia a los desplazados internos. Los Centros para el Control y la Prevención de Enfermedades (CDC) iniciaron un programa de asistencia directa en agosto de 2000. El programa de los CDC consiste en la prevención de la transmisión del VIH, una mejor atención para las personas con VIH/SIDA, vigilancia, monitoreo y evaluación de epidemia, y apoyo a la infraestructura del sector salud.
Desde el año 2000, Estados Unidos ha asumido un papel de liderazgo en condenar el aumento de los ataques del gobierno de Zimbabue a los derechos humanos y el estado de derecho, y se ha unido a gran parte de la aldea mundial para pedir al gobierno de Zimbabue que adopte una evolución democrática pacífica. En 2002 y 2003, los Estados Unidos impusieron medidas específicas al Gobierno de Zimbabue, incluidas las sanciones financieras y  visa contra individuos seleccionados, la prohibición de las transferencias de artículos y servicios de defensa y la suspensión de no Asistencia humanitaria de gobierno a gobierno. A pesar de las tensas relaciones políticas, los Estados Unidos continúan como un proveedor líder de asistencia humanitaria para la gente de Zimbabue, brindando aproximadamente $ 400,000,000 en asistencia humanitaria desde 2002 hasta 2007, la mayor parte de la cual es ayuda alimentaria.
El presidente francés Jacques Chirac enojó a los gobiernos del Reino Unido y Estados Unidos en febrero de 2003, cuando invitó al presidente Mugabe a una conferencia francoafricana sobre África celebrada en Francia. Mugabe dijo que se sentía "como en casa" en París y que "el presidente Chirac insistió en que asistiéramos. Se mantuvo firme en sus principios. Necesitamos líderes de su estatura". Chirac más tarde enfatizó que no había besado a Mugabe en sus mejillas cuando comenzó la conferencia. El Reino Unido había tratado previamente de que la Unión Europea le negara a Mugabe el derecho a venir a Europa, citando abusos de derechos humanos en Zimbabue.
El 9 de noviembre de 2005, el ministro de Relaciones Exteriores de Zimbabue, Simbarashe Mumbengegwi, convocó al Embajador de los Estados Unidos en Zimbabue Christopher Dell, y expresó su "extremo disgusto" con los comentarios que Dell hizo unos días antes en Mutare: Dell había dicho corrupción gubernamental había llevado a la escasez de alimentos. Mugabe respondió que Dell podría "irse al infierno". Dell salió de Zimbabue a Washington D. C., Estados Unidos, el 9 de noviembre para consultas después de reunirse con Mumbengegwi.
Mugabe visitó Washington D. C. de manera informal en septiembre de 1980, y en visitas oficiales de trabajo en septiembre de 1983, julio de 1991 y 1995, se reunió con los presidentes Carter, Reagan, Bush y Clinton respectivamente. También ha dirigido una delegación de Zimbabue a la ONU en varias ocasiones, la más reciente en 2006. Vicepresidente George H.W. Bush visitó Harare en noviembre de 1982 en un viaje a varios países africanos.
El primer ministro Morgan Tsvangirai se reunió con el presidente Obama el 12 de junio de 2009 en la Casa Blanca.

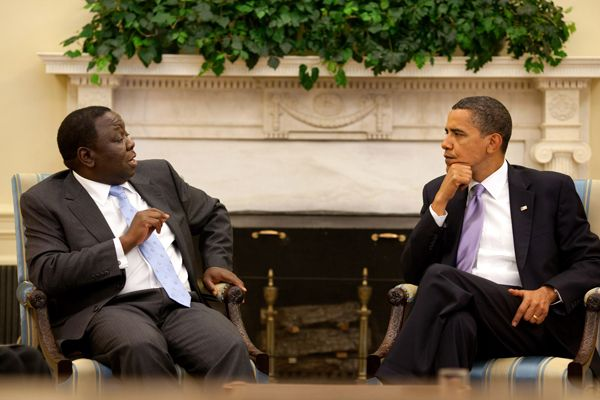
Tsvangirai se reúne con Obama en la Casa Blanca en junio de 2009

Después de Morgan Tsvangirai, el rival de Mugabe y líder del  Movimiento por el Cambio Democrático, se convirtió en Primer Ministro de Zimbabue bajo un acuerdo de poder compartido, el Barack Obama administración extendió sus felicitaciones a Tsvangirai, pero dijo que EE. UU. esperaría la evidencia de la cooperación de Mugabe con el MDC antes de considerar la posibilidad de levantar sus sanciones. A principios de marzo de 2009, Obama proclamó que las sanciones de EE. UU. Se prolongarían provisionalmente por un año más, porque la crisis política de Zimbabue aún no está resuelta.  Explicó en una declaración ante el Congreso,

La crisis constituida por las acciones y políticas de ciertos miembros del Gobierno de Zimbabwe y otras personas para socavar los procesos o instituciones democráticas de Zimbabwe no se ha resuelto.

Estas acciones y políticas representan una amenaza continua, inusual y extraordinaria para la política exterior de los Estados Unidos.

Por estas razones, he determinado que es necesario continuar con esta emergencia nacional y mantener en vigor las sanciones para responder a esta amenaza.

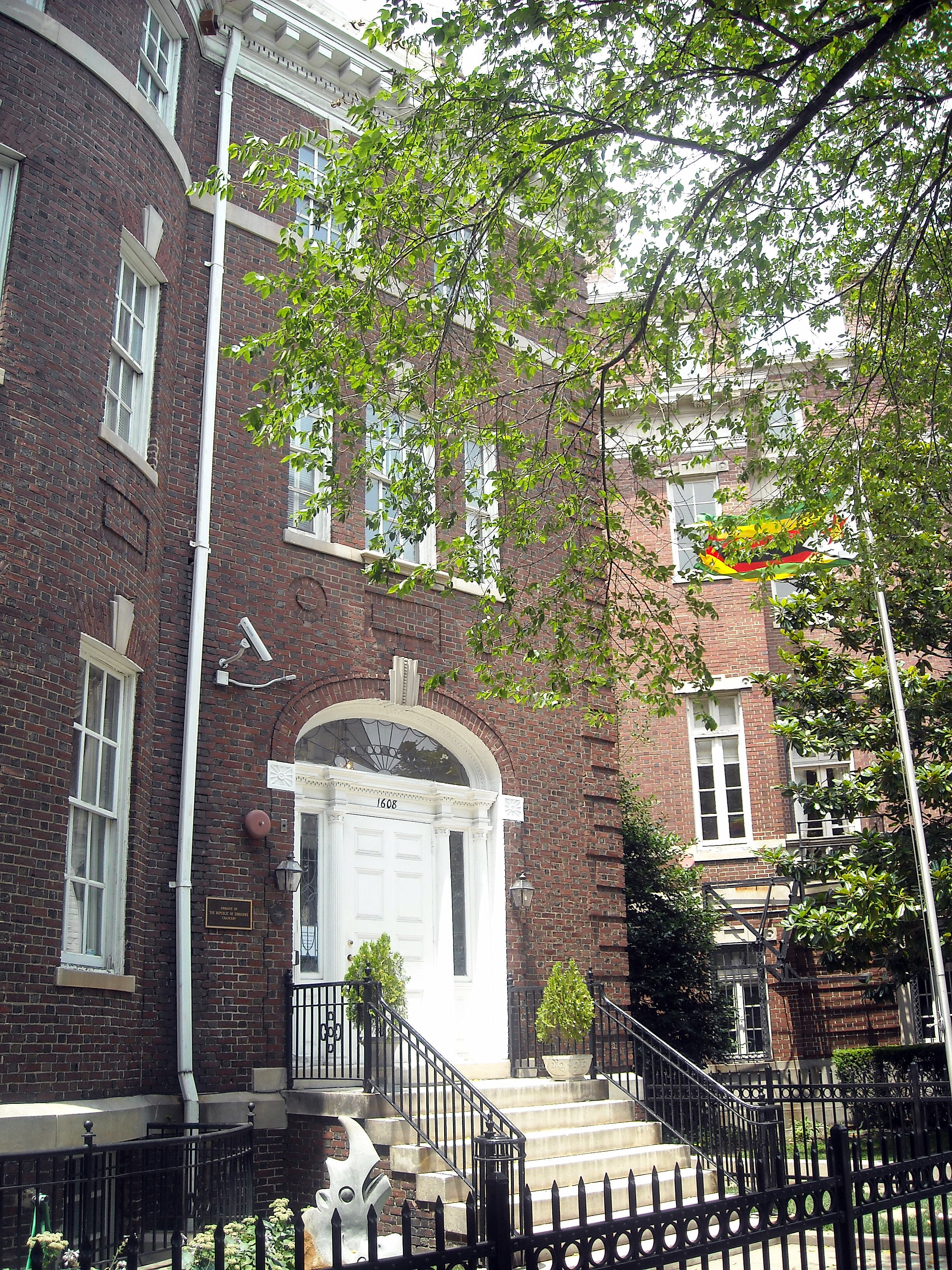
Embajada de Zimbabue en Washington D. C.

## Misiones diplomáticas
- Estados Unidos tiene una embajada en Harare.
- Zimbabue tiene una embajada en Washington D. C.